# Goran Sablić
Goran Sablić (ur. 14 sierpnia 1979 w Sinju) – chorwacki piłkarz, grający na pozycji środkowego obrońcy, trener piłkarski.

## Kariera piłkarska

### Kariera klubowa
Sablić, pomimo iż urodził się w miejscowości Sinj, to karierę zaczynał w juniorskim zespole Hajduka Split. W pierwszej lidze zadebiutował już w wieku 19 lat w sezonie 1998/1999. Zazwyczaj grał w podstawowym składzie zespołu, jednak w sezonie 1999/2000 częściej siadał na trybunach bądź ławce rezerwowych, ale zdobył swoją pierwszą ligową bramkę w karierze. W kolejnych sezonach wywalczył znów miejsce w podstawowym składzie Hajduka i był jedną z ostoi środka defensywy zespołu. Z Hajdukiem grał w europejskich pucharach, a także zdobył mistrzostwo Chorwacji w 2001 roku i Puchar Chorwacji w 2000 roku.
Od sierpnia 2002 roku Sablić był piłkarzem ukraińskiego Dynama Kijów. Tam jednak ze względu na dużą konkurencję w linii obrony nie wywalczył miejsca w podstawowym składzie. Przez 8 sezonów gry (2002–2010) zagrał ledwie 52 mecze w barwach Dynama, a w sezonie 2005/2006 na boisku pojawił się zaledwie 3 razy.
W kwietniu 2010 otrzymał status wolnego agenta. Potem powrócił do Hajduka Split, ale po kontuzji w końcu 2010 postanowił zakończyć karierę piłkarską.

## Kariera trenerska
Po zakończeniu kariery piłkarza rozpoczął pracę szkoleniowca. W maju 2013 stał na czele RNK Split, ale po 3 meczach został zwolniony. Potem trenował młodzieżową drużynę klubu. 1 października 2015 ponownie objął prowadzenie RNK Split.

### Statystyki
| Sezon   | Klub                       | Kraj      | Rozgrywki                            | Mecze | Bramki |
| ------- | -------------------------- | --------- | ------------------------------------ | ----- | ------ |
| 1998/99 | Hajduk Split               | Chorwacja | Prva HNL                             | 19    | 0      |
| 1999/00 | Hajduk Split               | Chorwacja | Prva HNL                             | 16    | 1      |
| 2000/01 | Hajduk Split               | Chorwacja | Prva HNL                             | 22    | 1      |
| 2001/02 | Hajduk Split               | Chorwacja | Prva HNL                             | 22    | 1      |
| 2002/03 | Hajduk Split               | Chorwacja | Prva HNL                             | 2     | 0      |
| 2002/03 | Dynamo Kijów               | Ukraina   | Ukraińska Wyszcza Liha               | 14    | 0      |
| 2003/04 | Dynamo Kijów               | Ukraina   | Ukraińska Wyszcza Liha               | 19    | 1      |
| 2004/05 | Dynamo Kijów               | Ukraina   | Ukraińska Wyszcza Liha               | 12    | 0      |
| 2005/06 | Dynamo Kijów               | Ukraina   | Ukraińska Wyszcza Liha               | 3     | 0      |
| 2006/07 | Dynamo Kijów               | Ukraina   | Ukraińska Wyszcza Liha               | 6     | 1      |
| 2007/08 | Hajduk Split (wypożyczony) | Chorwacja | Prva HNL                             | 16    | 0      |
| 2008/09 | Dynamo Kijów               | Ukraina   | Ukraińska Wyszcza Liha               | 1     | 0      |
|         |                            |           | Łącznie w Prva HNL                   | 87    | 3      |
|         |                            |           | Łącznie w Ukraińskiej Wyszczej Lidze | 46    | 2      |

### Kariera reprezentacyjna
W reprezentacji Chorwacji Sablić zadebiutował 17 kwietnia 2002 roku w wygranym 2:0 meczu z reprezentacją Bośni i Hercegowiny, kiedy to w 79 minucie zmienił Borisa Živkovicia. W reprezentacji grał sporadycznie, a po rocznej przerwie zagrał w niej ponownie za kadencji nowego selekcjonera Slavena Bilicia, 16 sierpnia 2006 w wygranym 2:0 meczu z reprezentacją Włoch.

## Sukcesy i odznaczenia

### Sukcesy klubowe
- mistrz Ukrainy: 2003, 2004, 2007, 2009
- wicemistrz Ukrainy: 2005, 2006, 2008
- zdobywca Pucharu Ukrainy: 2003, 2005, 2006, 2007
- zdobywca Superpucharu Ukrainy: 2003, 2004, 2006